# Callaway, Florida
Callaway är en stad (city) i Bay County, i delstaten Florida, USA. Enligt United States Census Bureau har staden en folkmängd på 14 493 invånare (2011) och en landarea på 23,3 km².